# Croxteth

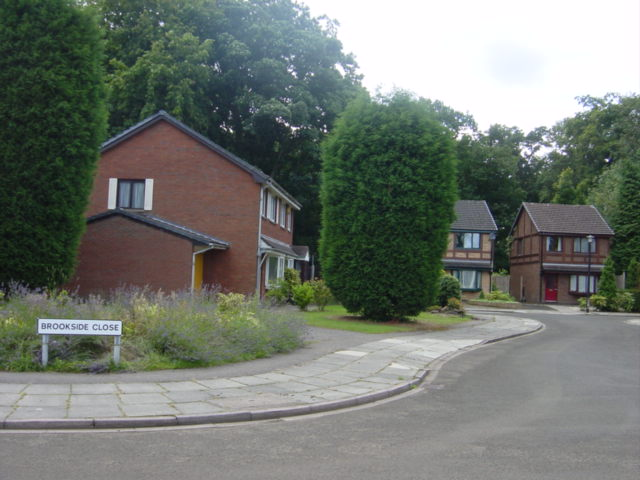
Cảnh một đoạn đường ở Croxteth

Croxteth là một vùng ngoại ô của Liverpool, Merseyside, Anh và là một vùng của Hạt Thành phố Liverpool. Mặc dù nhà ở trong Croxteth chủ yếu là hiện đại nhưng khu ngoại ô này có vẫn một số lịch sử đáng chú ý. Nơi đây được biết đến ở địa phương với tên gọi "Crocky".
Croxteth có mã vùng là L11, đó cũng là mã vùng cho các khu vực láng giềng Norris Green và Gillmoss. Những khu vực khác xung quanh Croxteth bao gồm Fazakerley và Kirkby. Khu dân cư lớn bất động sản Croxteth Park là một khu vực riêng biệt được xây dựng bên rìa của Croxteth Country Park và L12 trong mã vùng bưu chính.

## Lịch sử
Tên gọi "Crocky" được cho là đã xuất phát từ tên gọi rút gọn của Trạm Tiếp dầu Crocker, hoặc nơi hạ cánh ở Crocker, liên quan đến cuộc đổ bộ của người Viking qua sông Alt, vượt qua Croxteth và tại thời điểm họ xâm lược nước Anh. Nguồn gốc tương tự cũng có thể đối với tên gọi Toxteth.
Các vật dụng thời tiền sử được tìm thấy trên một khu vực ở Croxteth vào năm 1992, mặc dù ở đây không có dấu hiệu của sự định cư lâu dài. Kể từ đó, vùng đất này đã được chú ý và phát triển.
Khu ngoại ô này liền kề với Croxteth Hall, nhà cũ của Earls of Sefton, và gần West Derby, một khu ngoại ô khác có trước Liverpool, được ghi lại trong Sách Domesday. Nhà Công cộng "Dog and Gun" (Chó và súng) là một nhà trọ lịch sử đã bị đóng cửa năm 2005, có khả năng liên quan đến việc săn bắt động vật từ Croxteth Hall.
Các đợt chuyển nhà đầu tiên đến Croxteth bởi các gia đình ở đường Scotland của khu vực thành phố đã bị phá hủy hàng loạt trong khi xây dựng đường hầm Mersey thứ hai. Trong hai mươi năm qua, Croxteth Park và một sân chơi Hội đồng Thành phố đã được bán cho các nhà phát triển để tạo ra một khu nhà ở bất động sản rất lớn, được chú ý vì thiếu nhiều tiện nghi của nhà nước.
Từ đường A580 của Liverpool - East Lancashire Road (Đường Đông Lancashire), viết tắt và thường được biết đến với tên gọi  East Lancs Road) băng qua đường Malpas đến St. Swithens bao gồm nhiều điều để nói về nỗi ám ảnh của Trường Gillmoss. Croxteth là một trong những vùng ngoại ô đầu tiên của Liverpool. Croxteth Park, một khu vực được phát triển nhiều năm sau đó.
Những ngôi nhà đầu tiên trong khu vực bất động sản Croxteth được xây dựng ngay lập tức sau chiến tranh bởi những người thợ xây lành nghề đến từ Slough và Rugby, và các gia đình từ vùng cảng trong thành phố, những người đã bị mất nhà bởi những vụ đánh bom nhằm vào các khu ổ chuột. Các đường hầm thứ hai sau này. Những gia đình đầu tiên đến đây vào năm 1951 phải sống trong một thành phố không có đường giao thông, vỉa hè, cửa hàng, quán rượu hay xe buýt. Tuy nhiên, trong sự trỗi dậy của chiến tranh thế giới thứ hai vào thời gian cuối thập niên 1940 và đầu những năm 1950,người ta đã mở rộng các khu dân cư lớn tại Croxteth, tương tự là sự phát triển của vùng láng giềng Norris Green, kết quả những gì mà họ đã làm với nhau, giờ đã có được thành phố bất động sản lớn nhất ở châu Âu, Croxteth.

## Nạn bạo lực
Trong những năm gần đây Croxteth đã trở thành vùng đất của bạo lực băng nhóm, theo báo cáo trên báo chí địa phương  và quốc gia. Thật vậy, chiến dịch Staysafe của cảnh sát vùng Merseyside  đã bị phản ứng lại một cách dữ dội bởi những hành vi chống đối và từ các băng nhóm tại Croxteth cũng như tại các vùng lân cận Norris Green và Clubmoor.
Ngày 22 tháng 8 năm 2007 một cậu bé 11 tuổi, Rhys Jones, đã bị bắn trong bãi đậu xe Fir Tree của nhà vệ sinh công cộng ở khu bất động sản Croxteth Park, vụ việc nghiêm trọng này đã được rất nhiều sự quan tâm từ các phương tiện truyền thông quốc gia. Tay bắn súng đã giết chết cậu bé sau đó đã bị xử tử hình do bạo hành băng đảng..
Trong tháng 1 năm 2008, Shelagh Fogarty, một phóng viên của đài BBC Radio Five Live từ Liverpool đã bị một khẩu súng chĩa vào đầu khi cô quay một bộ phim tài liệu truyền hình ở Croxteth.

## Giáo dục

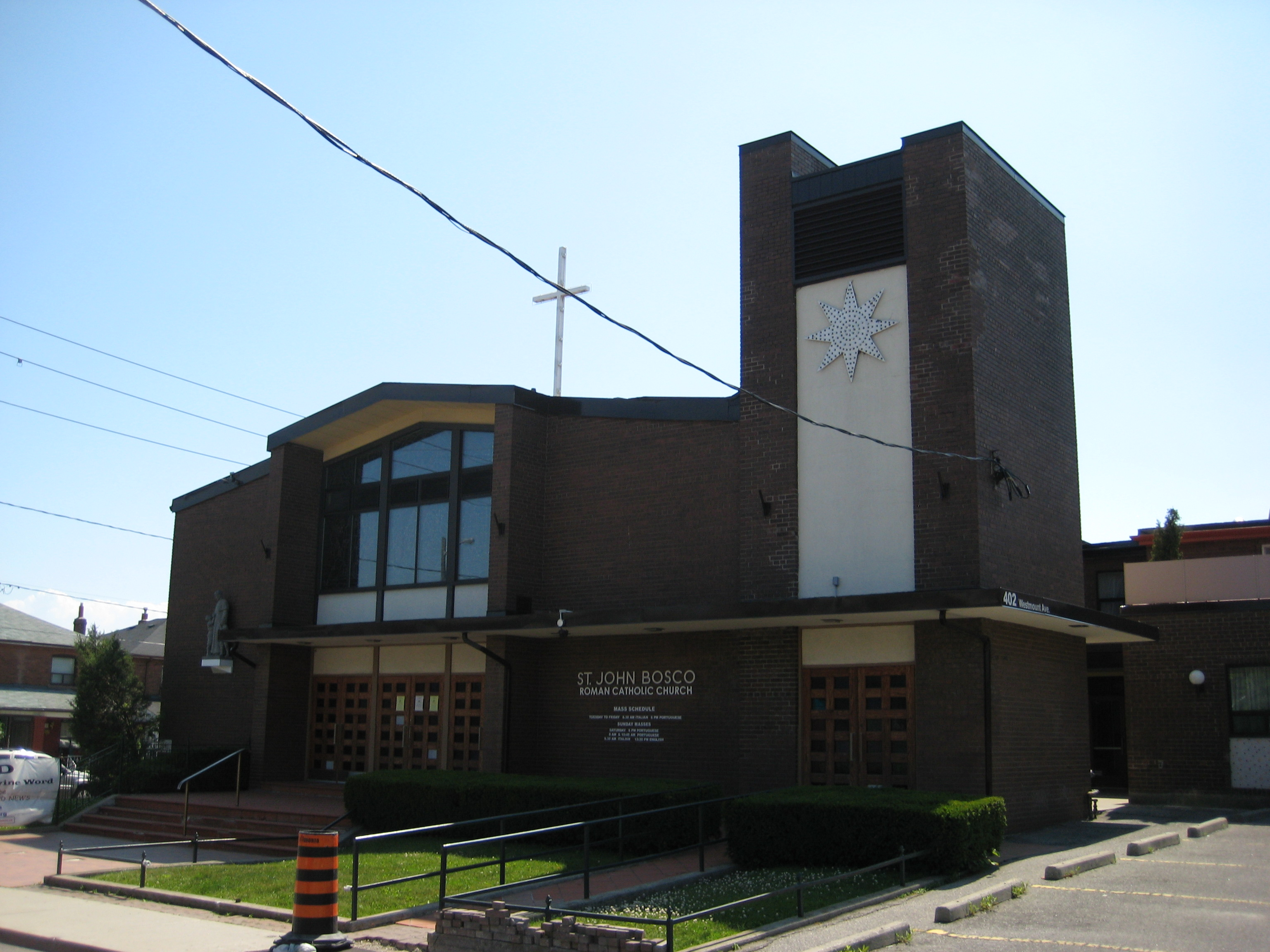
Trường St. John Bosco

Khu vực này được phục vụ bởi ba trường trung học (11-18), St. John Bosco (Trường Thiên chúa giáo cho nữ sinh), De La Salle (Trường Thiên chúa giáo cho nam giới) và Croxteth Community Comprehensive (Trường Cộng đồng Toàn diện Croxteth - hỗn hợp). Trong năm 2007, một nguồn tin tiết lộ rằng một trong các trường học sẽ phải đóng cửa và trong tháng 6 năm 2008 một nguồn tin khác trên trang web của De La Salle đã tiết lộ rằng một "Trường học Siêu cấp" trị giá 20 triệu bảng Anh sẽ được xây dựng.

## Những người dân nổi tiếng
Đây cũng là mảnh đất sản sinh ra những con người nổi tiếng, ngôi sao bóng đá của Manchester United và đội tuyển Anh là Wayne Rooney và vợ của anh ta Coleen Rooney lớn lên và gặp nhau ở đó.
Cầu thủ bóng đá của Sheffield Wednesday Francis Jeffers cũng sống ở Croxteth từ khi còn nhỏ. Cả hai cầu thủ trên đều đã từng học trong Trường De La Salle.
Những người khác bao gồm võ sĩ quyền Anh nhà nghề của MMA và UFC Paul Kelly.